# Maxwell Crozier
Pour les articles homonymes, voir Crozier.
Maxwell Crozier (né le 19 avril 2000 à North Vancouver dans la province de la Colombie-Britannique) est un joueur professionnel canadien de hockey sur glace. Il évolue au poste de défenseur. Son frère Tristan est également professionnel.

## Biographie
En 2017, il joue commence sa carrière junior avec les Clippers de Nanaimo dans la Ligue de hockey de la Colombie-Britannique. Il remporte la Coupe Clark 2019 avec le Stampede de Sioux Falls. Il est choisi au 4e tour, en 120e position par le Lightning de Tampa Bay lors du repêchage d'entrée dans la LNH 2019. De 2019 à 2023, il poursuit un cursus universitaire à Providence College. Il évolue quatre saisons avec les Friars de Providence dans le championnat NCAA. En 2023, il passe professionnel avec le Crunch de Syracuse, club-école du Lightning dans la Ligue américaine de hockey. Le 13 janvier 2024, il joue son premier match dans la Ligue nationale de hockey avec le Lightning de Tampa Bay face aux Ducks d'Anaheim. Le 23 janvier 2024, il enregistre son premier point, une assistance face aux Flyers de Philadelphie.

## Statistiques

### En club
| Saison    | Équipe                  | Ligue       |    | Saison régulière | Saison régulière | Saison régulière | Saison régulière | Saison régulière |   | Séries éliminatoires | Séries éliminatoires | Séries éliminatoires | Séries éliminatoires | Séries éliminatoires |
| Saison    | Équipe                  | Ligue       | PJ | B                | A                | Pts              | Pun              | PJ               | B | A                    | Pts                  | Pun                  |                      |                      |
| 2017-2018 | Clippers de Nanaimo     | LHCB        | 49 | 6                | 23               | 29               | 67               | 6                | 0 | 2                    | 2                    | 6                    |                      |                      |
| 2017-2018 | Stampede de Sioux Falls | USHL        | 60 | 10               | 33               | 43               | 132              | 12               | 4 | 7                    | 11                   | 10                   |                      |                      |
| 2019-2020 | Friars de Providence    | Hockey East | 33 | 4                | 12               | 16               | 24               | -                | - | -                    | -                    | -                    |                      |                      |
| 2020-2021 | Friars de Providence    | Hockey East | 17 | 3                | 5                | 8                | 10               | -                | - | -                    | -                    | -                    |                      |                      |
| 2021-2022 | Friars de Providence    | Hockey East | 32 | 7                | 16               | 23               | 16               | -                | - | -                    | -                    | -                    |                      |                      |
| 2022-2023 | Friars de Providence    | Hockey East | 37 | 3                | 21               | 24               | 33               | -                | - | -                    | -                    | -                    |                      |                      |
| 2022-2023 | Crunch de Syracuse      | LAH         | 9  | 0                | 3                | 3                | 6                | 5                | 0 | 0                    | 0                    | 2                    |                      |                      |
| 2023-2024 | Crunch de Syracuse      | LAH         | 49 | 4                | 17               | 21               | 43               | 6                | 0 | 4                    | 4                    | 4                    |                      |                      |
| 2023-2024 | Lightning de Tampa Bay  | LNH         | 13 | 0                | 2                | 2                | 7                | 3                | 0 | 0                    | 0                    | 2                    |                      |                      |